# 匈牙利M1新闻台
匈牙利M1新闻（匈牙利語：或）是匈牙利公共广播公司的主要新闻节目。节目首创于1959年共产主义时期的匈牙利。
该节目还使用英文版《Hungary Report》、德文版《Nachrichten aus Ungarn》、中文版《匈牙利新闻联播》、俄文版《Новости из Венгрии》播出。